# 沖縄県立大平特別支援学校
沖縄県立大平特別支援学校（おきなわけんりつ おおひらとくべつしえんがっこう）は、沖縄県浦添市大平一丁目にある公立特別支援学校。
知的障害者を主に対象とした特別支援学校（旧名称では養護学校）として県内で最初に開校した。

## 概要
1965年に琉球政府立大平養護学校として設立。前述のように知的障害者を対象とした特別支援学校としては県内初。
同校は人口の多い浦添市、那覇市、宜野湾市などを校区にしており、生徒数は年々増加している。2009年4月現在では生徒数が受け入れ可能人数を100人以上オーバーしており、教室の不足が問題化している。生徒の中には自閉症の傾向がある者が約6割おり、過密化を低減するため、音楽室、パソコン室などの教室を普通教室とし教室数を増やすなどの対策を行っている。
また、生徒数の増加は校舎だけでなく移動手段にも支障をきたした。当校はスクールバスを3台保有していたが、生徒数の急増により合計で25人の定員オーバーとなった。この問題に関しては、2009年5月に名護市の北部農林高校より大型バス1台を借りることで解決している。
なお、2009年3月までは大平養護学校という名称であったが、2006年6月の学校教育法一部改定により、旧盲学校、旧聾学校、旧養護学校の学校種が特別支援学校に統一されたことから、校名を大平特別支援学校に変更している。

## 沿革
- 1964年4月16日 - 琉球政府立精神薄弱児養護学校として設立認可。
- 1965年
  - 1月1日 - 校名を琉球政府立大平養護学校に変更。
  - 4月13日 - 開校。
- 1972年5月15日 - 校名を沖縄県立大平養護学校に変更。
- 2009年4月1日 - 校名を沖縄県立大平特別支援学校に変更。

## アクセス

### 路線バス
大平特別支援学校前バス停
- 55番（牧港線）　（琉球バス交通）
- 56番（浦添線）　（琉球バス交通）
- 99番（天久新都心線）　（琉球バス交通）

### スクールバス
4コースを運行している。以前は3コースだったが、前述の通り、2009年5月に北部農林高校より大型バスを1台借りたため路線数を増加、首里方面へも行くようになった。
路線の詳細は (PDF) を参照。